# فابیو کونکاس
فابیو کونکاس (انگلیسی: Fabio Concas؛ زادهٔ ۱۷ نوامبر ۱۹۸۶) بازیکن فوتبال اهل ایتالیا است.
از باشگاه‌هایی که در آن بازی کرده‌است می‌توان به باشگاه فوتبال کارپی، باشگاه فوتبال سمپدوریا، باشگاه فوتبال ترنانا، و باشگاه فوتبال وارزه اشاره کرد.